# Rohatsko
Rohatsko ist eine Gemeinde in Tschechien. Sie liegt unmittelbar westlich der Stadt Dolní Bousov und gehört zum Okres Mladá Boleslav.

## Geographie
Rohatsko liegt südlich des Böhmischen Paradieses im Jičíner Hügelland, auf einer niedrigen, nach Südost ausgerichteten Terrasse am Ufer des Flusses Klenice. Die Eisenbahnlinie 064 Mladá Boleslav–Stará Paka unterhält im Süden des Dorfes eine Haltestelle. Der Norden des Gemeindegebietes wird von der Linie Kopidlno–Bakov nad Jizerou durchkreuzt, auf der kein regelmäßiger Bahnbetrieb mehr stattfindet und die als Teststrecke privatisiert werden soll (Stand 2019). Durch den Ort führt die Straße dritter Ordnung III/27938.
Nachbarorte sind Dolní Bousov im Osten, Horní Bousov und Obruby im Norden, Bechov und Svobodín im Westen und Skyšice im Süden.

## Geschichte
Die erste schriftliche Erwähnung von Rohatsko findet sich zum 2. Juni 1497 auf einer Verkaufsurkunde. Darin übertrug Zdeniek Lev von Rosental als Vormund von Jan Zajíc von Hasenburg, des minderjährigen Erben der Herrschaft Kost, die Burg und zugehörigen Grundbesitz an Johann II. von Schellenberg, Obersten Kanzler des Königreichs Böhmen. In der Folgezeit muss der Besitz aufgeteilt worden sein, denn 1599 wurde Rohatsko erneut an die Herren von Kost verkauft. Diesmal gehörte das Dorf zusammen mit zwei weiteren Ortschaften zu der kleinen Herrschaft Horní Bousov, wo ein lokaler Adliger namens Adam Mstidruh z Chlumu eine Brauerei betrieb. Bis zur Aufhebung der Patrimonialherrschaften 1848 blieb Rohatsko der Herrschaft Kost zugehörig. Seit 1850 gehörte der Ort überwiegend zum Okres Jičín, 1960 wurde er dem Okres Mladá Boleslav zugewiesen. Nach etwa 25-jähriger Zugehörigkeit zu Dolní Bousov ist Rohatsko seit 1990 wieder eine selbständige Gemeinde.
In der Frühen Neuzeit betrieb das Dorf zwei größere Fischteiche, die nicht mehr erhalten sind. Aus dem Jahr 1644 ist eine Wassermühle belegt, zwischen etwa 1850 und 1910 gab es eine steinerne Windmühle zur Getreideverarbeitung.
Obwohl seit 1882 eine, seit 1905 gleich zwei Eisenbahntrassen das Gemeindegebiet queren, kam es erst 1992 zum Bau einer eigenen Haltestelle, die von der Gemeinde selbst finanziert werden musste.
Die Einwohnerzahl stieg von 225 Bewohnern in 30 Häusern (1843) auf 269 Bewohner in 97 Häusern (2021/2022) an.

## Sehenswürdigkeiten
Das Heiligenhäuschen mit einer Marienfigur stammt aus der Zeit um 1830 und ist im spätbarocken Stil erbaut.